# Nina Popowa
Nina Wasiljewna Popowa (ros. Нина Васильевна Попо́ва; ur. 22 stycznia 1908 w Nowochopiorsku (lub w Jelcu), zm. 30 maja 1994 w Moskwie) – radziecka polityk.

## Życiorys
Od 1925 aktywistka Komsomołu, od 1932 w partii komunistycznej, w 1934 ukończyła Instytut Historii, Filozofii i Literatury im. Czernyszewskiego, w 1934–1938 pracowała jako wykładowca. Od 1938 funkcjonariuszka partyjna, od 1940 przewodnicząca rejonowego komitetu wykonawczego w Moskwie, jednocześnie od września 1941 przewodnicząca Antyfaszystowskiego Komitetu Kobiet Radzieckich, 1942–1945 I sekretarz rejonowego komitetu partii w Moskwie. W 1945–1957 sekretarz Wszechzwiązkowej Centralnej Rady Związków Zawodowych, jednocześnie 1945–1968 przewodnicząca Komitetu Kobiet Radzieckich i wiceprzewodnicząca Światowej Federacji Młodzieży Demokratycznej. Od 25 lutego 1956 do 17 października 1961 zastępca członka, a od 31 października 1961 do 24 lutego 1976 członek KC KPZR, 1957–1958 przewodnicząca Zarządu Wszechzwiązkowego Stowarzyszenia Kontaktów Kulturalnych z Zagranicą, 1958–1975 przewodnicząca Prezydium Związku Radzieckich Towarzystw Przyjaźni i Kontaktów Kulturalnych z Zagranicą. Pochowana na Cmentarzu Nowodziewiczym w Moskwie.

## Odznaczenia i nagrody
- Międzynarodowa Leninowska Nagroda Pokoju (1953)
- Order Lenina (dwukrotnie)
- Order Rewolucji Październikowej
- Order Czerwonej Gwiazdy (1941)

i 3 inne ordery.